# Dorstone
Dorstone is een civil parish in het bestuurlijke gebied Herefordshire, in het Engelse graafschap Herefordshire met 401 inwoners.